# Torreón
Torreón – miasto w Meksyku, położone w stanie Coahuila na wysokości 1120 m, założone 25 września 1893 r. W 2003 r. liczyło 517 tys. mieszkańców (w obszarze miejskim 915 tys.).
Miasto słynie w szczególności z drugiej pod względem wielkości figury Chrystusa (umieszczonej na wzgórzu) w Ameryce Łacińskiej. Znajduje się w nim lotnisko: Francisco Sarabia International Airport.

## Miasta partnerskie
- Fresno, Stany Zjednoczone
- Laredo, Stany Zjednoczone
- Xalapa-Enríquez, Meksyk
- Saltillo, Meksyk
- Durango (miasto w Meksyku), Meksyk